# Håkantorp
För andra betydelser, se Håkantorp (olika betydelser).
Håkantorp är en småort i Levene socken i Vara kommun.
Håkanstorp var tidigare station för Uddevalla-Vänersborg-Herrljunga Järnväg. Kinnekullebanan börjar i Håkantorp och persontågen på denna bana (i allmänhet motorvagnar av typ Y1 eller Itino) stannar i Håkantorp.